# 웹케시
웹케시(WebCash Corp.)는 대한민국의 B2B 핀테크 기업이다.

## 상장
2019년 1월 25일에 주관사를 하나금융투자, BNK투자증권로 공모가  26,000원에 코스닥 시장에 상장하였다.

## 같이 보기
- 더존비즈온
- 비즈니스온
- NHN KCP
- 쿠콘

## 참고문헌
1. ↑  “이춘규, 웹케시, 모인과 해외송금 서비스 협력 위한 전략적 업무협약 체결”. 《국세신문》. 2023년 11월 9일. 2025년 5월 7일에 확인함.
2. ↑  “석창규 웹케시 회장 “QR결제 선진국에서 글로벌 사업 확장””. 《전자신문》. 2025년 1월 23일. 2025년 5월 11일에 확인함.
3. ↑  “웹케시그룹, 핀테크 1세대 기업...지금은?”. 《파이낸셜리뷰》. 2025년 1월 8일. 2025년 5월 11일에 확인함.